# الیزابت بروکس
الیزابت بروکس (انگلیسی: Elisabeth Brooks؛ ۲ ژوئیهٔ ۱۹۵۱ – ۷ سپتامبر ۱۹۹۷) یک خواننده اهل ایالات متحده آمریکا بود.